# الافتقار إلى الطاقة والنوع الاجتماعي
يُعرّف الافتقار إلى الطاقة أنه الافتقار إلى إمكانية الوصول إلى خدمات الطاقة المستدامة وبأسعار معقولة. يتوزع بشكل غير متساو جغرافيًا في البلدان النامية والمتقدمة. أشارت التقديرات في عام 2019 على افتقار حوالي 770 مليون شخص لإمكانية الوصول إلى الكهرباء، وتركز حوالي 95% منهم في آسيا وأفريقيا جنوب الصحراء الكبرى.
تتأثر النساء والفتيات الفقيرات في البلدان النامية، المقيمات في المناطق الريفية بشكل كبير بالافتقار إلى الطاقة، وذلك لأنهن عادة ما يكن مسؤولات عن توفير الطاقة الأساسية للأسر، أما في البلدان المتقدمة، تشكل النساء كبار السن اللاتي يعشن بمفردهن الأغلبية التي تتأثر بالافتقار إلى الطاقة، بسبب انخفاض الدخل وارتفاع تكلفة خدمات الطاقة.
تعدّ إتاحة الطاقة أداة مهمة للتكيف مع التغير المناخي، للحفاظ على الصحة (أي الوصول إلى تكييف الهواء والمعلومات وما إلى ذلك)، إلا أن مراجعة منهجية نُشرت في عام 2019 وجدت أن الأبحاث لا تأخذ في الاعتبار هذه الآثار على الفئات السكانية الضعيفة مثل النساء.
يؤثر الافتقار إلى الطاقة بشكل غير متناسب على النساء. يضطر 13% من سكان العالم إلى جمع الأخشاب من أجل الوقود نتيجة الافتقار إلى مصادر الطاقة الأخرى، وتساهم النساء والفتيات- من بين السكان- بأكثر من 85% من الأعمال المتعلقة بجمع الحطب من أجل الوقود.

## في البلدان النامية

### المسؤوليات المنزلية
يرتبط الافتقار إلى الطاقة في البلدان النامية ارتباطًا وثيقًا بالنوع الاجتماعي، إذ تشكل النساء حوالي 70% من تعداد سكان البلدان النامية الذين يعيشون في فقر والبالغ 1.3 مليار نسمة. تتحمل النساء المقيمات في المناطق الريفية مسؤولية الأعمال المنزلية عادة، بما في ذلك جمع الوقود والمياه والطهي والزراعة وما إلى ذلك. تشير الدراسات في الهند إلى أن النساء الريفيات يوفرن حوالي 92% من إجمالي إمدادات الطاقة المنزلية، ويُوفّر 85% من طاقة الطهي لديهن من الكتلة الحيوية المستمدة من الغابات أو الحقول.

### الآثار الصحية الناجمة عن استهلاك الطاقة
يتسبب الافتقار إلى الطاقة في الأسر الريفية بمشاكل صحية للنساء والأطفال. تنجم إحدى المشاكل الصحية عن تلوث الهواء الداخلي بسبب استخدام المواقد التقليدية. أشارت الدراسة إلى احتمالية تسبب الطهي باستخدام الكتلة الحيوية في 1.5 مليون حالة وفاة سنويًا بحلول عام 2030. تنجم المخاطر الصحية الأخرى عن عبء العمل الثقيل المتمثل في جمع الوقود والتعرض لسوء التغذية، وفي الوقت نفسه، فإن ندرة الوقود تجعلهن أقل قدرة على استخدام الوقود لمياه الطهي، ما قد يزيد من خطر الإصابة بالأمراض المنقولة بالمياه.
تُعد إمدادات الطاقة الموثوقة ضرورية لتشغيل المعدات الطبية والكراسي الطبية، وتخزين الدم واللقاحات، وتنفيذ الإجراءات الصحية الأساسية بعد حلول الظلام. يعيق انقطاع التيار الكهربائي تقديم الرعاية الصحية ليلًا، ولا سيما للنساء الحوامل أثناء الولادة واللواتي يخضعن لعملية قيصرية طارئة ليلًا. يؤدي ذلك إلى ارتفاع معدل وفيات الأمهات بنسبة 95% في أفريقيا جنوب الصحراء الكبرى.

### الافتقار إلى الوقت
يؤثر الافتقار إلى الطاقة كذلك على النساء لأنه يضعهن في حالة «الافتقار إلى الوقت» الذي يشير إلى ضيق الوقت للراحة وأوقات الفراغ والعمل في الخارج والحصول على التعليم وما إلى ذلك. يعود ذلك إلى قضاء وقت طويل في جمع الوقود اللازم لتوفير الطاقة المنزلية، وقد يؤدي تدهور الغابات الناجم عن التغير المناخي إلى تفاقم المشكلة الحالية.

### المشاركة في صنع القرار
قد يظهر ارتباط الافتقار إلى الطاقة بالنوع الاجتماعي في مجال صنع القرار والمشاركة داخل الأسرة. أظهرت الدراسات تمتع الرجال في المناطق الريفية في البلدان النامية، عادة بسلطة أكبر في اتخاذ القرارات في شراء أجهزة الطاقة أو التكنولوجيات الجديدة. يختلف ويتمايز التصور حول احتياجات الطاقة بين الرجال والنساء، ويًرجح أن يؤدي استبعاد النساء من المشاركة في المناقشات العامة وعملية صنع القرار إلى الفشل في معالجة آثار افتقار الطاقة على النساء.